# Platysenta decens
Platysenta decens är en fjärilsart som beskrevs av Walker 1858. Platysenta decens ingår i släktet Platysenta och familjen nattflyn. Inga underarter finns listade i Catalogue of Life.